# Capilla de Marcús

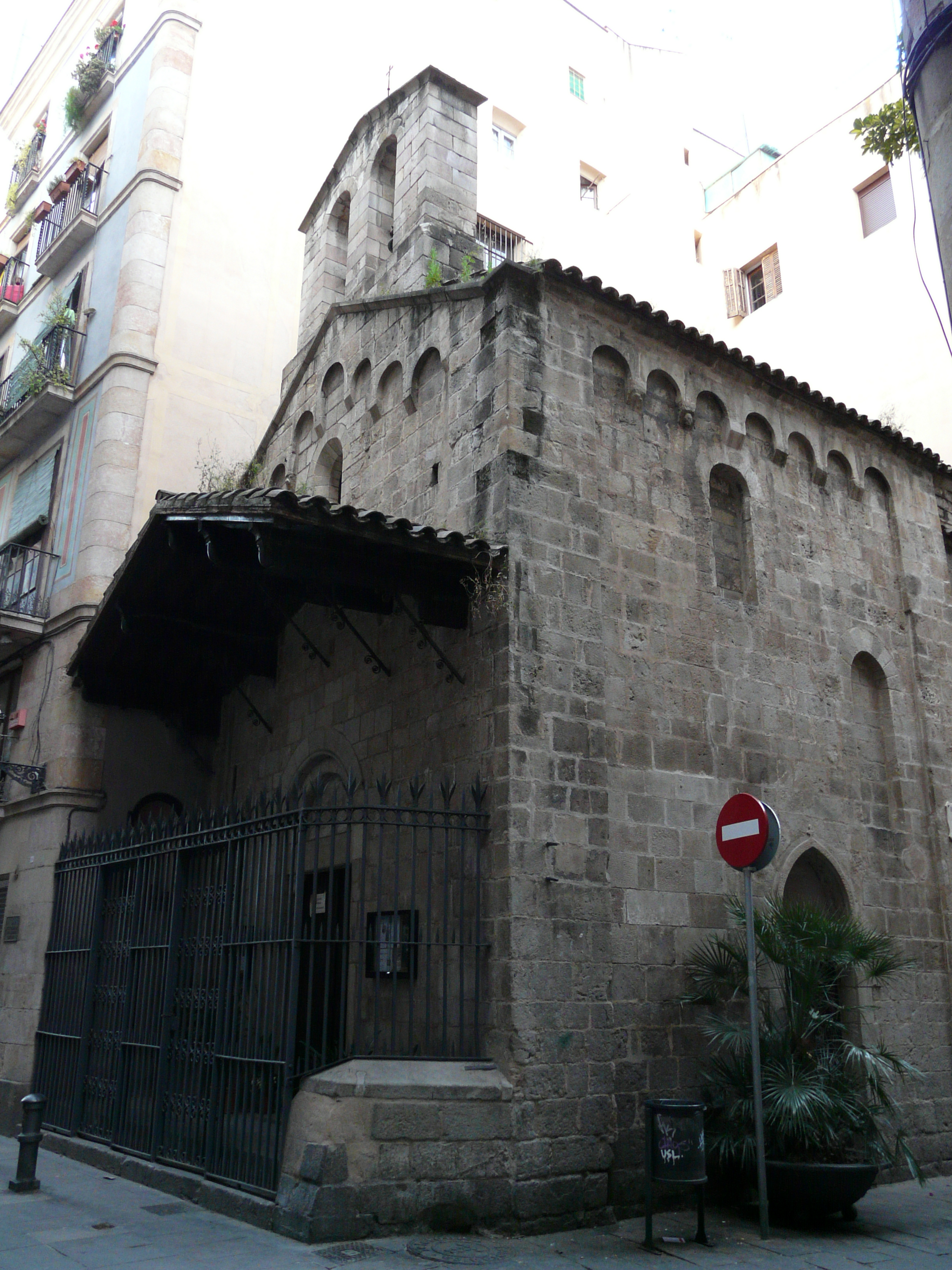
Capilla de Marcús.

La capilla de Marcús (en catalán, Capella d'en Marcús) es una de las más antiguas de Barcelona, cuya fundación junto a la de un hospital y un cementerio se debe al poderoso banquero Bernat Marcús.
De estilo románico, se encuentra situada en la confluencia de las calles de Carders y Moncada y todavía hoy se puede contemplar una parte de su estructura original del siglo XII.
La capilla cuenta con una cripta construida con casi toda probabilidad en el siglo XVII en un momento en que los actos religiosos que aquí se celebraban eran muchos, bien por la Cofradía de Correos, bien por los feligreses de la parroquia de San Cugat del Rec de cuyo mártir hay una reliquia a los pies de la Virgen María.
Aunque esta capilla se conoce con el nombre de Capilla de Marcús, en clara alusión a su fundador, de hecho ha estado siempre dedicada a la Virgen María, bajo la advocación de "Virgen de la Guía”. Este patrocinio quizás pueda deberse al hecho de que Bernat Marcús era de ascendencia griega y en este país, al igual que en todas las iglesias orientales, el culto a María unido a la teología de la Encarnación, tiene una fuerza especial.